# Louise Labé
Louise Labé (născută Louise Charly în 1520 sau 1522 - d. 25 aprilie 1566), cunoscută și ca La Belle Cordière, a fost o poetă franceză.
Reprezentantă a "Școlii lioneze", a scris o lirică erotic-pasională, remarcabilă prin prospețimea și sinceritatea sentimentelor. La aproximativ trei secole de la apariția primelor "romans de chavalerie", și vreo patru de când trubadurii cântau în versuri iubirea platonică a cavalerului pentru aleasa inimii lui, Labé inversează în mod curajos rolurile, în poezia ei femeia exprimându-și deschis dorințele erotice, bărbatul fiind doar subiectul pasiunii; acest fapt separă de altfel poezia ei și de stilul unui contemporan ca Ronsard (și în general acela al celorlalți poeți ai Pleiadelor).   

## Scrieri
- 1555: Disputa dintre iubire și nebunie ("Débat de Folie et d'Amour")
- 1555: Sonete ("Sonnets")
- 1556: Elegii ("Elégies").